# Avenged
Avenged er en amerikansk stumfilm fra 1910.